# Numération arménienne
 (signalé en juillet 2025).
Si vous disposez d'ouvrages ou d'articles de référence ou si vous connaissez des sites web de qualité traitant du thème abordé ici, merci de compléter l'article en donnant les références utiles à sa vérifiabilité et en les liant à la section « Notes et références ».
- Archive Wikiwix
- Bing
- Cairn
- DuckDuckGo
- E. Universalis
- Gallica
- Google
- G. Books
- G. News
- G. Scholar
- Persée
- Qwant
- (zh) Baidu
- (ru) Yandex
- (wd) trouver des œuvres sur Wikidata

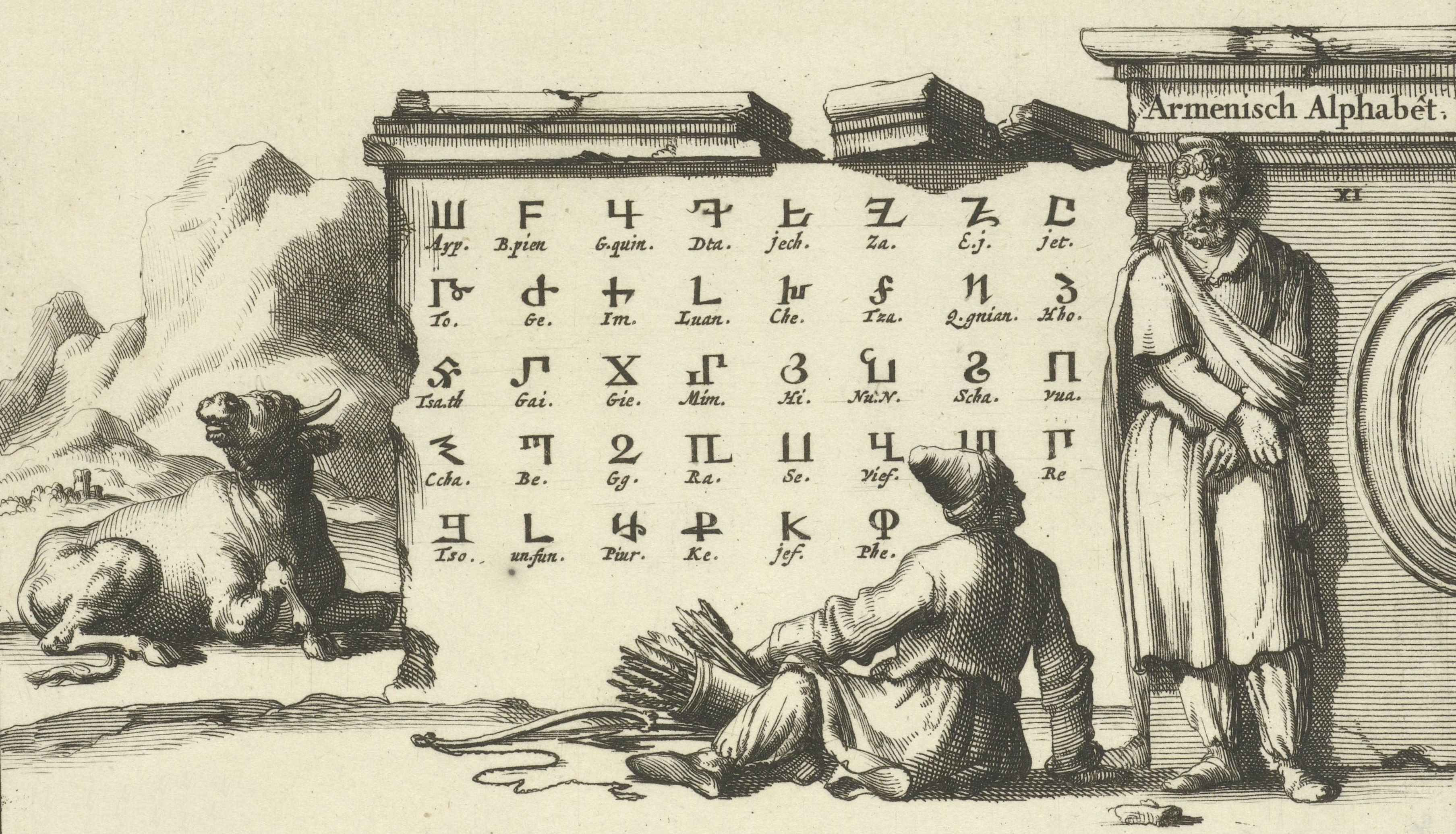
L'alphabet arménien selon le graveur néerlandais Jan Luyken.

Le système de numération arménienne est un système de numération historique utilisant à l'origine des lettres capitales de l'arménien ancien. En Arménie moderne, les chiffres arabo-indiens sont généralement utilisés. Il n'existait pas de « zéro » dans le système ancien, et les valeurs associées aux différentes lettres étaient simplement additionnées. Le principe de ce système est en fait proche des systèmes de numération grecque et hébraïque.
Tous les navigateurs web ne permettant pas l'affichage Unicode des lettres de l'alphabet arménien, leur équivalent phonétique est également indiqué dans le tableau.
| Arménien | Phonétique | Valeur |
| -------- | ---------- | ------ |
| Ա        | ayb        | 1      |
| Բ        | ben        | 2      |
| Գ        | gim        | 3      |
| Դ        | da         | 4      |
| Ե        | ech        | 5      |
| Զ        | za         | 6      |
| Է        | eh         | 7      |
| Ը        | et         | 8      |
| Թ        | to         | 9      |
| Ժ        | zhe        | 10     |
| Ի        | ini        | 20     |
| Լ        | liwn       | 30     |
| Խ        | xeh        | 40     |
| Ծ        | ca         | 50     |
| Կ        | ken        | 60     |
| Հ        | ho         | 70     |
| Ձ        | ja         | 80     |
| Ղ        | ghad       | 90     |
| Ճ        | cheh       | 100    |
| Մ        | men        | 200    |
| Յ        | yi         | 300    |
| Ն        | now        | 400    |
| Շ        | sha        | 500    |
| Ո        | vo         | 600    |
| Չ        | cha        | 700    |
| Պ        | peh        | 800    |
| Ջ        | jheh       | 900    |
| Ռ        | ra         | 1 000  |
| Ս        | seh        | 2 000  |
| Վ        | vew        | 3 000  |
| Տ        | tiwn       | 4 000  |
| Ր        | reh        | 5 000  |
| Ց        | co         | 6 000  |
| Ւ        | yiwn       | 7 000  |
| Փ        | piwr       | 8 000  |
| Ք        | keh        | 9 000  |

Les deux dernières lettres de l'alphabet arménien, « o » (Օ) et « fe » (Ֆ), lui furent ajoutées après l'adoption des chiffres arabo-indiens dans le seul but de faciliter la translittération en d'autres langues. Ces caractères n'ont cependant pas d'utilité pour la numération, aucune valeur ne leur étant attachée.

## Exemples
- ՌՋՀԵ = 1 975 = 1 000 + 900 + 70 + 5
- ՍՄԻԲ = 2 222 = 2 000 + 200 + 20 + 2
- ՍԴ = 2 004 = 2 000 + 4
- ՃԻ = 120 = 100 + 20
- Ծ = 50